# Vratimov
Vratimov (en allemand : Vratimov ; en polonais : Racimów) est une ville du district d'Ostrava-Ville, dans la région de Moravie-Silésie, en République tchèque. Sa population s'élevait à 7 360 habitants en 2024.

## Géographie
Vratimov se trouve à 6 km au sud-ouest de Šenov , à 7 km au sud-est du centre d'Ostrava — la commune fait partie de son aire urbaine —, et à 280 km à l’est-sud-est de Prague.
La commune est limitée par Ostrava à l'ouest et au nord, par Šenov et Václavovice à l'est, et par Sedliště et Řepiště au sud.

## Histoire
La première mention écrite de la localité date de 1305.

## Galerie

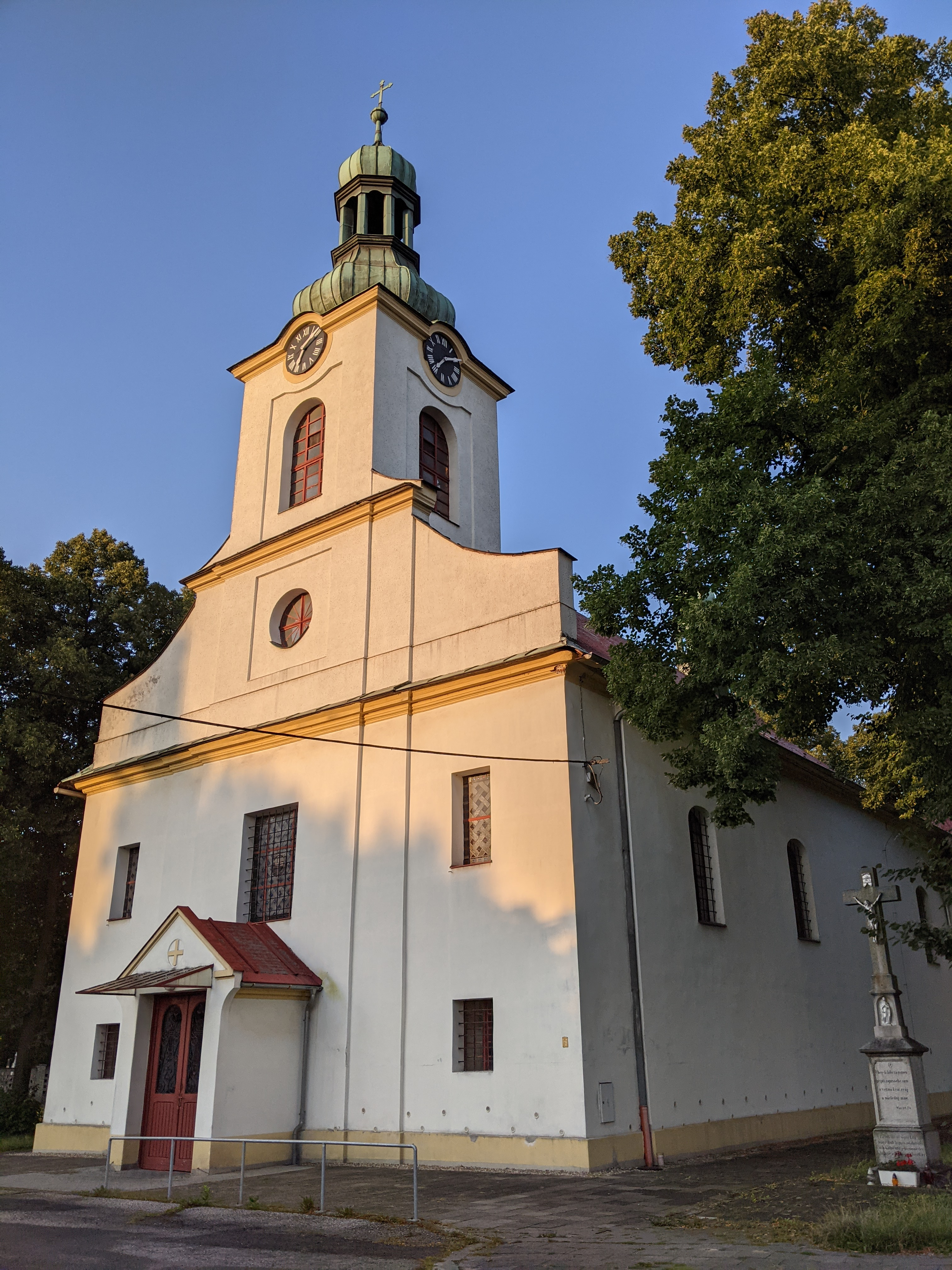
Église Saint-Jean-Baptiste.
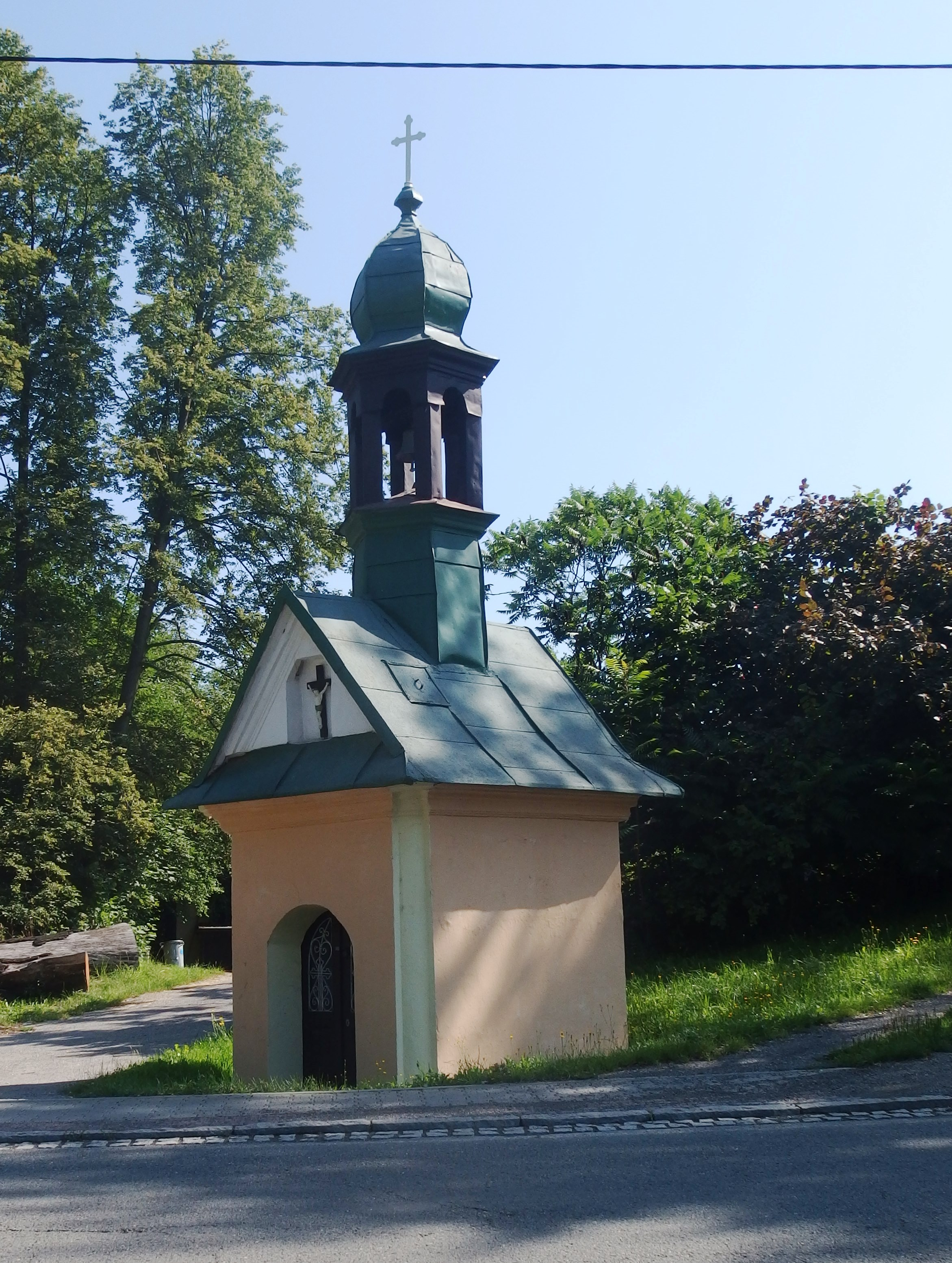
Chapelle à Horní Datyně.
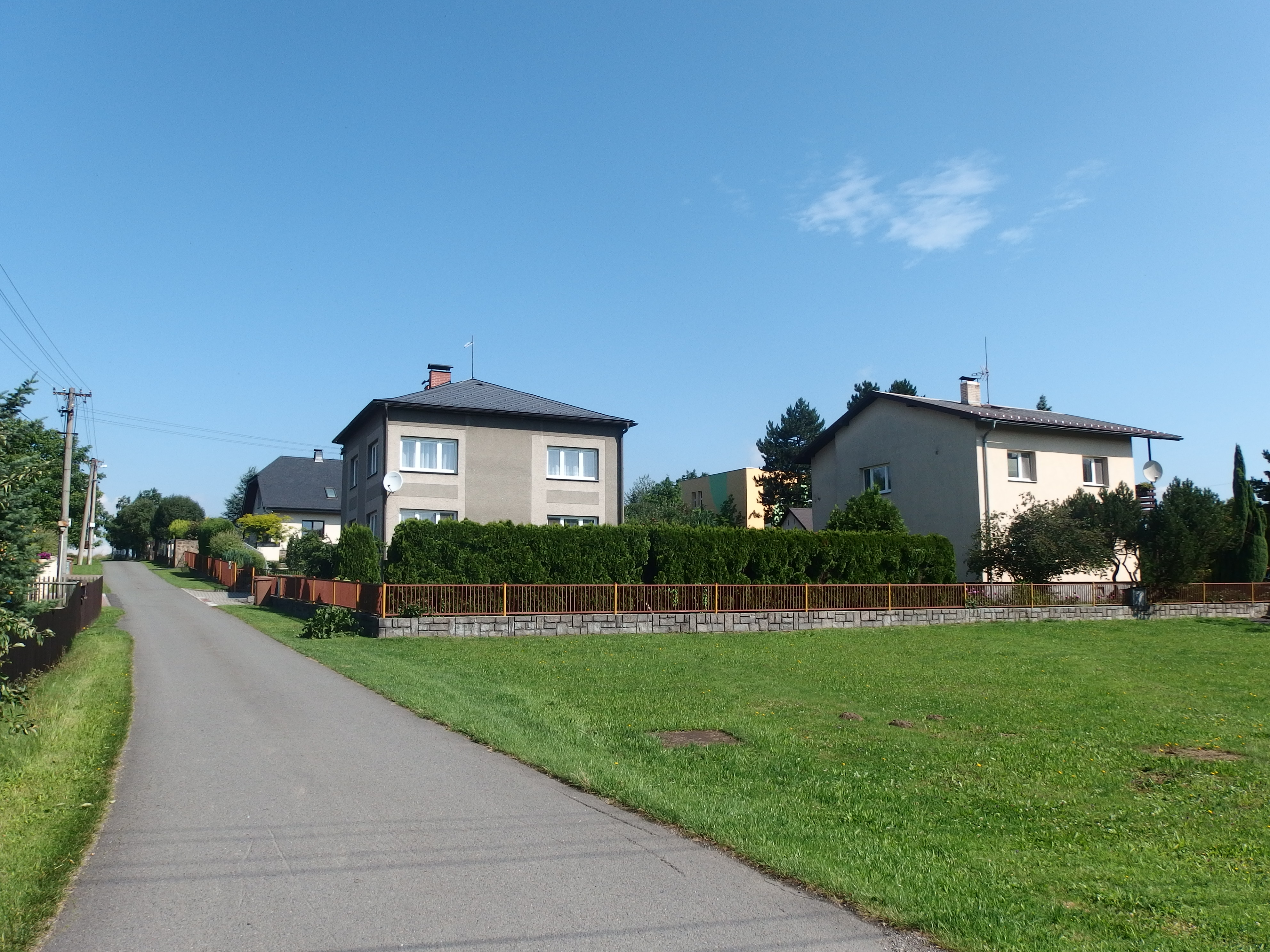
Horní Datyně.

## Administration
La commune se compose de deux sections :
- Vratimov
- Horní Datyně

## Transports
Par la route, Vratimov se trouve à 11 km de Havířov, à 10 km d'Ostrava et à 359 km de Prague.